# Piero De Benedictis
Piero De Benedictis, noto anche con lo pseudonimo di Piero (Gallipoli, 19 aprile 1945), è un cantante italiano con cittadinanza colombiana naturalizzato argentino.

## Discografia

### Album
- 1969 – Piero ("Mi viejo")
- 1970 – Piero ("Pedro Nadie")
- 1972 – Coplas de mi país
- 1973 – Para el pueblo lo que es del pueblo
- 1975 – Folklore a mi manera
- 1975 – Sinfonía inconclusa en la mar
- 1976 – Y mi gente dónde va (inedito in Argentina fino al 1982)
- 1981 – Recuerdos
- 1981 – Calor humano (dal vivo)
- 1982 – Canto de la ternura
- 1983 – Un hombre común (dal vivo)
- 1984 – Qué generosa sos, mi tierra
- 1985 – El regalao
- 1986 – Las galaxias nos miran
- 1989 – A pesar de los pesares
- 1989 – Piero, 15 años después (dal vivo)
- 1991 – Cachuso Rantifuso (con Marilina Ross e Juan Carlos Baglietto)
- 1993 – Piero e Indra Devi En la pirámide de Keops (Egitto)
- 1999 – Piero & Pablo en vivo desde Colombia (con Pablo Milanés)
- 2015 – Todavía no hicimos lo mejor (incisione dal  vivo in Chile)
- 2016 – América

### Compilation
- 1986 – Gaviota
- 1987 – 20 años
- 1988 – Tríptico - Volumen 1
- 1989 – Tríptico - Volumen 2
- 1993 – Te quiero contar
- 2001 – 30 años de canciones blindadas (compilation con 6 inediti)
- 2002 e 2003 – reediciones de grandes éxitos (sei dischi)
- 2004 – Colección Oro

### Singoli
- 1964 – El cachivache / Rosa, Rosita
- 1965 – La sombrilla
- 1969 – Si vos te vas/Mi Viejo